# Arlanzón (gmina)
Arlanzón – gmina w Hiszpanii, w prowincji Burgos, w Kastylii i León, o powierzchni 77,74 km². W 2011 roku gmina liczyła 439 mieszkańców.
W miejscowości urodził się Ramón del Hoyo López, hiszpański duchowny katolicki, biskup Jaén.